# Pravčice
Pravčice település Csehországban, Kroměříži járásban. Pravčice Němčice, Hulín, Třebětice és Holešov településekkel határos. Lakosainak száma 694 fő (2024. január 1.).

## Népesség
A település lakosságának változását az alábbi diagram mutatja:
| Lakosok száma | 607  | 837  | 916  | 778  | 742  | 701  | 727  | 733  | 676  | 694  |
|               | 1869 | 1900 | 1921 | 1961 | 1980 | 2011 | 2016 | 2019 | 2021 | 2024 |